# مردمک
مردمک (به انگلیسی: Pupil) سوراخی است که در وسط عنبیه چشم قرار دارد. مردمک ورودی مسیر نور به داخل چشم است. در بسیاری از جانوران (حتی تعداد کمی از ماهی‌ها) اندازهٔ مردمک توسط ماهیچه‌های موجود در عنبیه با توجه به شدت نور تنگ و گشاد می‌شود (زمانی که نور زیاد باشد تنگ و زمانی که نور کم باشد گشاد می‌شود). این عمل در اثر تحریک اعصاب پاراسمپاتیک و سمپاتیک صورت می‌گیرد.
شکل مردمک در گونه‌های مختلف جانوران متفاوت است: دایره‌ای، هلالی،...
مردمک به رنگ سیاه دیده می‌شود؛ چرا که تقریباً همهٔ نوری که از آن عبور می‌کند توسط سلول‌های گیرندهٔ شبکیه جذب می‌شود. به هنگام عکاسی از چشم در محیط کم نور، مردمک چشم با سرعت کافی تنگ نمی‌شود؛ به همین دلیل شبکیه که بافتی پر از مویرگ‌های خونی است، به رنگ قرمز دیده می‌شود.

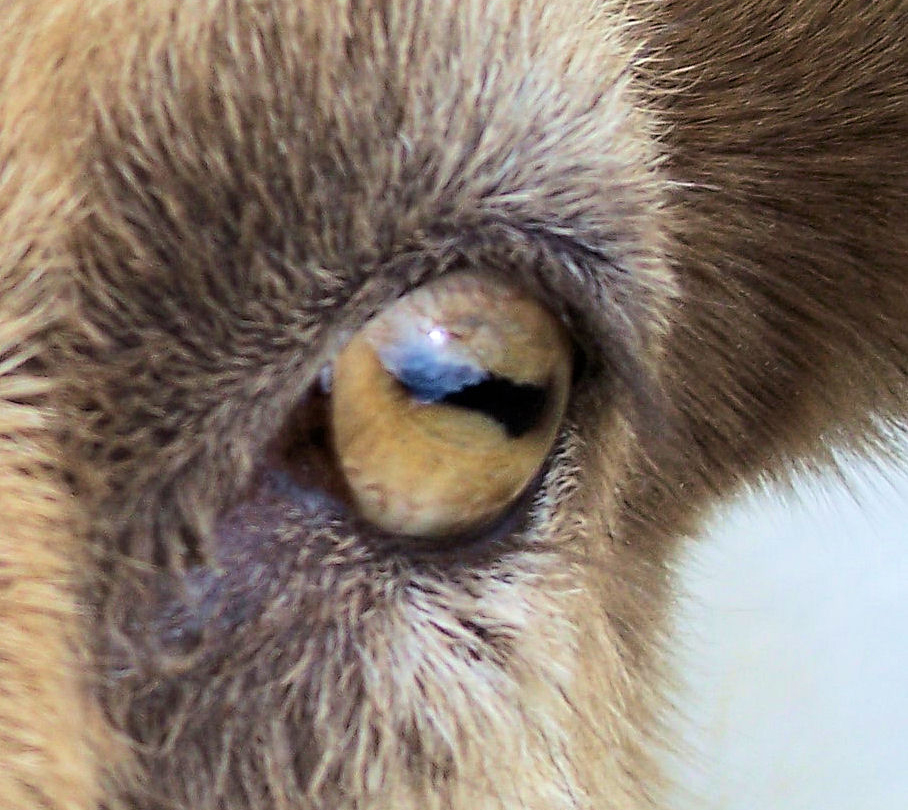
مردمک چشم بز به شکل مستطیل افقی با گوشه‌های محدب است.

## نگارخانه

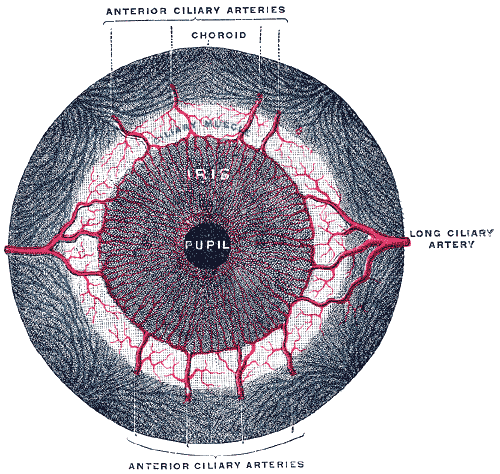
عنبیه
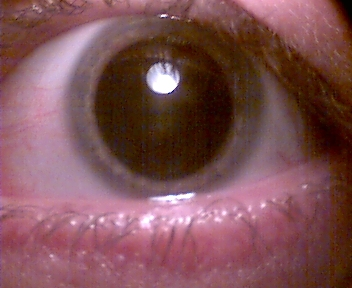
عنبیه گشاد شده در حین معاینه پزشکی